# Schistura oedipus
Schistura oedipus är en fiskart som först beskrevs av Kottelat, 1988.  Schistura oedipus ingår i släktet Schistura och familjen grönlingsfiskar. IUCN kategoriserar arten globalt som sårbar. Inga underarter finns listade i Catalogue of Life.